# Josy Polfer
Josy Polfer, né le 9 mai 1929 à Hesperange (Luxembourg) et mort le 21 janvier 1976 à Ankara (Turquie), est un coureur cycliste luxembourgeois, professionnel en 1951

## Palmarès
- 1950
  - 2e du championnat du Luxembourg sur route amateurs

## Résultats sur les grands tours

### Tour de France
1 participation
- 1951 : non-partant (2e étape)